# Telmo Zarra
Pedro Telmo Zarraonaindia Montoya, conhecido como Telmo Zarra (Erandio, 20 de janeiro de 1921 — Bilbao, 23 de fevereiro de 2006), foi um futebolista espanhol que atuava como centroavante.

## Carreira
Zarra só jogou apenas em equipes do País Basco, quatro no total; nos pequenos Erandio (onde começou, em 1939), Indautxu e Barakaldo (onde encerrou a carreira, em 1957), passou apenas uma temporada em cada um. Já no Athletic Bilbao, o clube mais expressivo da região e onde ele conquistou títulos, defendeu por 15 anos, de 1940 a 1955.
Nele, ganhou o campeonato espanhol de 1942 e quatro Copas do Generalíssimo (como era chamada a Copa do Rei na época em que Francisco Franco governava a Espanha), em 1942, 1943, 1944 e 1949. Zarra foi ainda artilheiro da Liga por seis vezes, não tendo sido superado por Di Stéfano e, mais tarde, por Quini e Hugo Sánchez, que foram cinco vezes. Ele foi também o maior goleador do campeonato espanhol até o dia 22 de novembro de 2014, quando Lionel Messi, ultrapassou o seu antigo recorde de 251 gols marcados, até então.
Uma das seis artilharias de Zarra também lhe valeram outro recorde, que demorou sessenta anos para ser superado: seus 38 gols na temporada 1950–51 só foram ultrapassados pelos 40 gols do português Cristiano Ronaldo na temporada 2010–11, sendo depois este recorde superado pelo argentino Lionel Messi na temporada seguinte com 50 gols. Até então, esta marca de Zarra havia sido apenas igualada, por Hugo Sánchez, na de 1989–90.Também foi considerado o segundo melhor jogador da história do campeonato espanhol, logo atrás do jogador Lionel Messi.

## Seleção Espanhola
Zarra jogou apenas 20 partidas pela Espanha; com seus 20 gols marcados, possui a média de 1 gol por jogo. Jogou a Copa do Mundo de 1950, no Brasil, um ano antes de sua última convocação. Com seus três gols na primeira fase (um em cada jogo), era apontado pela imprensa brasileira como o jogador mais preocupante da Furia antes do jogo contra a Seleção Brasileira, no quadrangular final que decidiria o mundial. Entretanto, foi bem anulado e o Brasil goleou por 6 a 1. Zarra marcou seu quarto gol na partida que acabou decidindo o terceiro lugar, na derrota de 3 a 1 para a Suécia.

## Troféu Zarra
Em sua homenagem, o diário espanhol Marca criou o Troféu Zarra na temporada 2005-06. O prêmio é destinado ao jogador espanhol com mais gols marcados na Primera División e Segunda División do país.

## Estatísticas

### Clubes
| Equipe            | Temporada         | Campeonato nacional | Campeonato nacional | Copa nacional | Copa nacional | Outros torneios | Outros torneios | Total | Total |
| Equipe            | Temporada         | Jogos               | Gols                | Jogos         | Gols          | Jogos           | Gols            | Jogos | Gols  |
| ----------------- | ----------------- | ------------------- | ------------------- | ------------- | ------------- | --------------- | --------------- | ----- | ----- |
| Erandio           | 1939–40           | 13                  | 10                  | –             | –             | –               | –               | 13    | 10    |
| Erandio           | Total             | 13                  | 10                  | –             | –             | –               | –               | 13    | 10    |
| Athletic Bilbao   | 1940–41           | 8                   | 5                   | –             | –             | –               | –               | 8     | 5     |
| Athletic Bilbao   | 1941–42           | 21                  | 17                  | 8             | 11            | –               | –               | 29    | 28    |
| Athletic Bilbao   | 1942–43           | 17                  | 16                  | 8             | 8             | –               | –               | 25    | 24    |
| Athletic Bilbao   | 1943–44           | 21                  | 12                  | 10            | 10            | –               | –               | 31    | 22    |
| Athletic Bilbao   | 1944–45           | 26                  | 20                  | 9             | 14            | –               | –               | 35    | 34    |
| Athletic Bilbao   | 1945–46           | 18                  | 24                  | 2             | 0             | 1               | 2               | 21    | 26    |
| Athletic Bilbao   | 1946–47           | 24                  | 33                  | 6             | 3             | –               | –               | 30    | 36    |
| Athletic Bilbao   | 1947–48           | 16                  | 9                   | –             | –             | –               | –               | 16    | 9     |
| Athletic Bilbao   | 1948–49           | 26                  | 22                  | 10            | 9             | –               | –               | 36    | 31    |
| Athletic Bilbao   | 1949–50           | 26                  | 24                  | 7             | 13            | –               | –               | 33    | 37    |
| Athletic Bilbao   | 1950–51           | 30                  | 38                  | 6             | 8             | 2               | 3               | 38    | 49    |
| Athletic Bilbao   | 1951–52           | 5                   | 3                   | –             | –             | –               | –               | 5     | 3     |
| Athletic Bilbao   | 1952–53           | 29                  | 24                  | 7             | 5             | –               | –               | 36    | 29    |
| Athletic Bilbao   | 1953–54           | 5                   | 2                   | 1             | 0             | –               | –               | 6     | 2     |
| Athletic Bilbao   | 1954–55           | 6                   | 2                   | –             | –             | –               | –               | 6     | 2     |
| Athletic Bilbao   | Total             | 278                 | 251                 | 74            | 81            | 3               | 5               | 355   | 337   |
| Indautxu          | 1955–56           | 27                  | 17                  | –             | –             | –               | –               | 27    | 17    |
| Indautxu          | Total             | 27                  | 17                  | –             | –             | –               | –               | 27    | 17    |
| Barakaldo         | 1956–57           | 12                  | 2                   | –             | –             | –               | –               | 12    | 2     |
| Barakaldo         | Total             | 12                  | 2                   | –             | –             | –               | –               | 12    | 2     |
| Total na carreira | Total na carreira | 330                 | 280                 | 74            | 81            | 3               | 5               | 406   | 363   |

### Seleção Espanhola
| Ano   | Jogos | Gols |
| ----- | ----- | ---- |
| 1945  | 2     | 2    |
| 1946  | 1     | 0    |
| 1947  | 2     | 2    |
| 1949  | 4     | 3    |
| 1950  | 8     | 7    |
| 1951  | 3     | 6    |
| Total | 20    | 20   |

|     | Data                    | Local                    | Resultado | Adversário     | Gol(s) | Competição               |
| --- | ----------------------- | ------------------------ | --------- | -------------- | ------ | ------------------------ |
| 1.  | 11 de março de 1945     | Jamor, Oeiras            | 2–2       | Portugal       | 0      | Amistoso                 |
| 2.  | 6 de maio de 1945       | Riazor, Corunha          | 4–2       | Portugal       | 2      | Amistoso                 |
| 3.  | 23 de junho de 1946     | Metropolitano, Madrid    | 0–1       | Irlanda        | 0      | Amistoso                 |
| 4.  | 26 de janeiro de 1947   | Jamor, Oeiras            | 1–4       | Portugal       | 0      | Amistoso                 |
| 5.  | 2 de março de 1947      | Dalymount Park, Dublin   | 2–3       | Irlanda        | 2      | Amistoso                 |
| 6.  | 20 de março de 1949     | Jamor, Oeiras            | 1–1       | Portugal       | 1      | Amistoso                 |
| 7.  | 27 de março de 1949     | Nuevo Chamartín, Madrid  | 1–3       | Itália         | 0      | Amistoso                 |
| 8.  | 12 de junho de 1949     | Dalymount Park, Dublin   | 4–1       | Irlanda        | 2      | Amistoso                 |
| 9.  | 19 de junho de 1949     | Colombes, Colombes       | 5–1       | França         | 0      | Amistoso                 |
| 10. | 2 de abril de 1950      | Nuevo Chamartín, Madrid  | 5–1       | Portugal       | 2      | Elim. Copa do Mundo 1950 |
| 11. | 9 de abril de 1950      | Jamor, Oeiras            | 2–2       | Portugal       | 1      | Elim. Copa do Mundo 1950 |
| 12. | 25 de junho de 1950     | Vila Capanema, Curitiba  | 3–1       | Estados Unidos | 1      | Copa do Mundo 1950       |
| 13. | 29 de junho de 1950     | Maracanã, Rio de Janeiro | 2–0       | Chile          | 1      | Copa do Mundo 1950       |
| 14. | 2 de julho de 1950      | Maracanã, Rio de Janeiro | 1–0       | Inglaterra     | 1      | Copa do Mundo 1950       |
| 15. | 9 de julho de 1950      | Pacaembu, São Paulo      | 2–2       | Uruguai        | 0      | Copa do Mundo 1950       |
| 16. | 13 de julho de 1950     | Maracanã, Rio de Janeiro | 1–6       | Brasil         | 0      | Copa do Mundo 1950       |
| 17. | 16 de julho de 1950     | Pacaembu, São Paulo      | 1–3       | Suécia         | 1      | Copa do Mundo 1950       |
| 18. | 18 de fevereiro de 1951 | Nuevo Chamartín, Madrid  | 6–3       | Suíça          | 4      | Amistoso                 |
| 19. | 10 de junho de 1951     | Heysel, Bruxelas         | 3–3       | Bélgica        | 2      | Amistoso                 |
| 20. | 17 de junho de 1951     | Råsunda, Solna           | 0–0       | Suécia         | 0      | Amistoso                 |

## Títulos
Athletic Bilbao
- La Liga: 1942–43
- Copa del Generalísimo: 1943, 1944, 1944–45, 1949–50, 1955
- Copa Eva Duarte: 1950

### Prêmios individuais
- Troféu Pichichi: 1944–45, 1945–46, 1946–47, 1949–50, 1950–51, 1952–53
- Troféu Pichichi de Ouro: 2003
- IFFHS MEN’S ALL TIME SPAIN DREAM TEAM[4]

### Artilharias
- La Liga de 1944–45 (20 gols)
- La Liga de 1945–46 (24 gols)
- La Liga de 1946–47 (33 gols)
- La Liga de 1949–50 (24 gols)
- La Liga de 1950–51 (38 gols)
- La Liga de 1952–53 (24 gols)

### Recordes
- Maior goleador espanhol da La Liga (251 gols em 278 partidas)
- Maior goleador do Athletic Bilbao (335 gols em 354 jogos)
- Maior goleador da Copa del Rey (81 gols em 74 jogos)
- Jogador espanhol com mais troféus Pichichi (6)
- Jogador espanhol com mais hat-tricks da La Liga (23 hat-tricks)
- Maior goleador do Dérbi basco (14 gols em 6 jogos)
- Maior goleador do El Viejo Clásico (24 gols em 27 jogos)